# Nicholas Humphrey
Nicholas Keynes Humphrey (27 marzo 1943) è uno psicologo britannico, conosciuto per i suoi lavori sull'evoluzione dell'intelligenza e della coscienza umana.
Studiò i gorilla con Dian Fossey in Ruanda, fu il primo a dimostrare l'esistenza di una "vista cieca" dopo un danno al cervello nelle scimmie, propose la celebre teoria della "funzione sociale dell'intelletto" ed è stato l'unico scienziato ad aver mai scritto per il giornale letterario Granta.
Humphrey giocò un ruolo significativo nel movimento anti-nucleare della fine degli anni '70 e spedì un memoriale alla BBC intitolato: "Quattro minuti a mezzanotte" (Four Minutes to Midnight) nel 1981.
Ad oggi, ha pubblicato 10 libri, tra cui:  Consciousness Regained (Coscienza riguadagnata), The Inner Eye (L'occhio interiore), A History of the Mind (Una storia della mente), Leaps of Faith (Salti della fede), The Mind Made Flesh (La mente fatta carne), Seeing Red (Visione rossa), Polvere d'anima. La magia della coscienza (Soul Dust).

## Articoli
- Vision in monkeys after removal of the striate cortex Archiviato il 23 gennaio 2013 in Internet Archive.. (con L. Weiskrantz) Nature, 215, 515-597, 1967.
- Contrast illusions in perspective Archiviato il 23 gennaio 2013 in Internet Archive.. Nature, 232, 91- 93, 1971.
- Interest and pleasure: two determinants of a monkey's visual preferences Archiviato il 23 gennaio 2013 in Internet Archive. Perception, 1, 395-416, 1972.
- Status and the left cheek Archiviato il 23 gennaio 2013 in Internet Archive.. New Scientist, 59, 437-49, 1973.
- The illusion of beauty Archiviato il 23 gennaio 2013 in Internet Archive.. Perceptio, 2, 429-39, 1973.
- The apparent heaviness of colours Archiviato il 23 gennaio 2013 in Internet Archive.. Nature, 250, 164-165, 1974. (With E.Pinkerton).
- The reaction of monkeys to fearsom pictures Archiviato il 23 gennaio 2013 in Internet Archive.. Nature, 251, 500-2, 1974.
- Vision in a monkey without striate cortex: a case study Archiviato il 1º novembre 2013 in Internet Archive.. Perecption, 3,241-55, 1974.
- Species and individuals in the perceptual world of monkeys Archiviato il 23 gennaio 2013 in Internet Archive.. Perception, 3, 105-14, 1974.
- Interactive effects of unpleasant light and unpleasant sound Archiviato il 23 gennaio 2013 in Internet Archive.. Nature, 253, 346-347, 1975. (With G.R.Keeble).
- The colour currency of nature Archiviato il 23 gennaio 2013 in Internet Archive.. In Colour for Architecture, ed. T.Porter and B.Mikellides, pp. 95-98, Studio-Vista, London, 1976.
- How monkeys acquire a new way of seeing Archiviato il 23 gennaio 2013 in Internet Archive.. Perception, 5, 51-56, 1976.
- The social function of intellect Archiviato il 14 febbraio 2019 in Internet Archive.. In Growing Points in Ethology, ed. P. P. G. Bateson and R. A. Hinde, pp. 303- 317, Cambridge University Press, Cambridge, 1976.
- Unfoldings of mental life Archiviato il 23 gennaio 2013 in Internet Archive., Science, 196 , 755-756, 1977.
- Do monkeys subjective clocks run faster in red light than in blue Archiviato il 23 gennaio 2013 in Internet Archive.. Perception, 6, 7-14.
- Effects of red light and loud noise on the rate at which monkeys sample the sensory environment Archiviato il 23 gennaio 2013 in Internet Archive.. Perception 7:343-348 1978.
- The biological basis of collecting Archiviato il 30 luglio 2014 in Internet Archive.. Human Nature 44-47 1979.
- Natural aesthetics Archiviato il 23 gennaio 2013 in Internet Archive.. In Architecture for People, ed. B.Mikellides, pp. 59-73, Studio-Vista, London, 1980.
- Nature's Psychologists Archiviato il 23 gennaio 2013 in Internet Archive.. ; In Josephson, B. D. and Ramachandran, V. S., Eds. Consciousness and the Physical World , chapter 4, 57-80. Oxford: Pergamon Press 1980.
- Four Minutes to Midnight Archiviato il 23 gennaio 2013 in Internet Archive.. The BBC Bronowski Lecture, 1981.
- Consciousness: a Just-So story Archiviato il 23 gennaio 2013 in Internet Archive., New Scientist , 95 473-477, 1982.
- The Uses of Consciousness Archiviato il 23 gennaio 2013 in Internet Archive.. Fifteenth James Arthur Memorial Lecture, 1-25, American Museum of Natural History, New York, 1987.
- Speaking for our selves: an assessment of multiple personality disorder Archiviato il 27 marzo 2014 in Internet Archive.. Raritan, 9, 68-98.
- Varieties of altruism - and the common ground between them Archiviato il 23 gennaio 2013 in Internet Archive.. Social Research 64:199-209, 1997.
- What shall we tell the children? Archiviato il 28 maggio 2014 in Internet Archive. In Williams, Wes, Ed. The Values of Science (The 1997 Oxford Amnesty Lectures), 58-79. Westview Press, 1998.
- Cave art, autism and the evolution of the human mind Archiviato il 24 febbraio 2014 in Internet Archive.. Cambridge Archaeological Journal, 8, 165-191, 1998.
- Why Grandmothers May Need Large Brains Archiviato il 23 gennaio 2013 in Internet Archive.. Psycoloquy 10(024), 1999.
- The power of prayer. Skeptical Inquirer, 24 (3), 61, 2000.
- The Privatization of Sensation Archiviato il 23 gennaio 2013 in Internet Archive., In Heyes, Celia and Huber, Ludwig, Eds. The Evolution of Cognition , 241-252. MIT, Cambridge, Ma, 2000.
- How to solve the mind-body problem Archiviato il 23 gennaio 2013 in Internet Archive.. Journal of Consciousness Studies 7(4):5-20 2000.
- In Reply (Reply to Commentaries on ;How to Solve the Mind-Body Problem) Archiviato il 23 gennaio 2013 in Internet Archive.. Journal of Consciousness Studies 7(4):98-112, 2000.
- One Self: a Meditation on the Unity of Consciousness Archiviato il 23 gennaio 2013 in Internet Archive.. Social Research 67(4):32-39 2000.
- Dreaming as play Archiviato il 23 gennaio 2013 in Internet Archive.. Behavioral and Brain Science, 23, 953, 2000.
- Follow My Leader Archiviato il 23 gennaio 2013 in Internet Archive. In Humphrey, Nicholas The Mind Made Flesh: Essays from the Frontiers of Evolution and Psychology , chapter24, 330-339. Oxford University Press, 2002.
- The Deformed Transformed Archiviato il 23 gennaio 2013 in Internet Archive., In Humphrey, Nicholas The Mind Made Flesh: Essays from the Frontiers of Psychology and Evolution ,chapter 14, 165-199. Oxford University Press 2002.
- Great Expectations: The Evolutionary Psychology of Faith-Healing and the Placebo Effect Archiviato il 1º ottobre 2018 in Internet Archive., The Mind Made Flesh: Essays from the Frontiers of Psychology and Evolution ,chapter 19, 255-85, Oxford University Press, 2002.
- Bugs and Beasts before the Law Archiviato il 29 giugno 2007 in Internet Archive. The Mind Made Flesh: Essays from the Frontiers of Psychology and Evolution ,chapter 18, 235-254, Oxford University Press 2002.
- Behold the Man Archiviato il 5 novembre 2013 in Internet Archive., In Humphrey, Nicholas The Mind Made Flesh: Essays from the Frontiers of Psychology and Evolution ,chapter 16, 206-231, Oxford University Press, 2002.
- Shamanism and cognitive evolution (Commentary on Michael Winkelman) Archiviato il 23 gennaio 2013 in Internet Archive.. Cambridge Archaeological Journal, 12, 91-3, 2002
- A Family Affair Archiviato il 23 gennaio 2013 in Internet Archive., In Curious Minds: How a Child Becomes a Scientist, ed. John Brockman, p.3-12, New York: Pantheon Books, 2004.
- The Placebo Effect Archiviato il 23 gennaio 2013 in Internet Archive., In Gregory, Richard L., Ed. Oxford Companion to the Mind. Second Edition . Oxford University Press, 2004.
- Thinking about Feeling Archiviato il 23 gennaio 2013 in Internet Archive., In Gregory, Richard L., Ed. Oxford Companion to the Mind. Second Edition . Oxford University Press, 2004.
- Do babies know what they look like? Doppelgängers and the phenomenology of infancy Archiviato il 23 gennaio 2013 in Internet Archive.. In Susan Hurley and Nick Chater (Eds.), Perspectives on Imitation: From Cognitive Neuroscience to Social Science. Cambridge: MIT Press. (2005)
- Human handwalkers: five siblings who never stood up Archiviato il 24 settembre 2015 in Internet Archive.. CPNSS Discussion Paper, DP 77/05, 2005
- Killer Instinct: a Review of Niall Ferguson's ;World of War: History's Century of Hatred Archiviato il 23 gennaio 2013 in Internet Archive., Prospect, September 2006
- Consciousness: the Achilles heel of Darwinism? Thank God, not quite Archiviato il 23 gennaio 2013 in Internet Archive.,In Intelligent Thought: Science versus the Intelligent Design Movement, ed. John Brockman, pp. 50-64, New York: Vintage, 2006.
- The society of selves Archiviato il 1º giugno 2013 in Internet Archive. Philosophical Transactions of the Royal Society, 362, 745-754, 2007.
- Getting the measure of consciousness Archiviato il 12 maggio 2013 in Internet Archive., Progress of Theoretical Physics Supplement , 2008.
- Questioning consciousness Archiviato il 23 gennaio 2013 in Internet Archive., Seed Magazine , January/February,30-32, 2008.
- Beauty's child: sexual selection, nature worship and the love of God Archiviato il 23 gennaio 2013 in Internet Archive..